# Tercera División de Venezuela 2020
La Temporada 2020 de la Tercera División de Venezuela iba a ser la 14.ª edición de dicha competición.
La competición acabó no siendo realizada por causa de la Pandemia de COVID-19.

## Sistema de competición
Participarían 48 conjuntos (cifra récord para la categoría), distribuidos de la siguiente manera: 6 grupos de 6 equipos (Oriental A, Oriental B, Central B, Centro - Occidental A, Occidental A Y Occidental B), 1 grupo de 7 equipos (Central A), y 1 grupo de 5 equipos (Centro - Occidental B); se disputarán 10 jornadas (14 en el caso del Grupo Central A) tanto en el Torneo Apertura como en el Torneo Clausura.
Al término del Torneo Clausura, basado en la suma de puntos entre ambos torneos (Tabla Acumulada por Grupo), cada equipo que finalice como líder de su grupo (8 grupos) avanzaría a la disputa de los Cuadrangulares de Ascenso A y B, organizados éstos por localización geográfica, a saber:
Cuadrangular A: Grupo Oriental A, Grupo Oriental B, Grupo Central A y Grupo Central B.
Cuadrangular B: Grupo Centro - Occidental A, Grupo Centro - Occidental B, Grupo Occidental A y Grupo Occidental B.
Cada Cuadrangular de Ascenso disputaría 6 jornadas, siendo los primeros de cada cuadrangular quienes ascenderán a la Segunda División para 2019 y además disputarían la final absoluta para definir al campeón de la temporada.

## Ascensos y descensos

### Intercambios entre la Segunda División y la Tercera División
| Pos | a Segunda División |
| --- | ------------------ |
| 1   | Academia Rey       |
| 2   | Minerven FC        |

| Pos | a Tercera División |
| --- | ------------------ |
| 19  | Ciudad Vinotinto   |

## Equipos participantes
| Club                       | Ciudad                  | Estadio                        |
| -------------------------- | ----------------------- | ------------------------------ |
| Academia JAP               | Barinas                 | Los Pozones                    |
| FC Academia Elite          | Mérida                  | Guillermo Soto Rosa            |
| Arroceros de Calabozo      | Calabozo                | Alfredo Simonpietri            |
| FC El Piñal                | El Piñal                | José Eladio Montoya            |
| Atlético Mérida FC         | Mérida                  | Metropolitano de Mérida        |
| Atlético Rey               | Santa Bárbara del Zulia | J. de D. González              |
| Cafetaleros de Biscucuy    | Biscucuy                | Hermanos Alberto Azuaje        |
| Carabobo B                 | Valencia                | Misael Delgado                 |
| Chorrerón FC               | Guanta                  | Polideportivo de Guanta        |
| Deportivo Anzoategui B     | Puerto La Cruz          | Salvador de la Plaza           |
| Deportivo La Guaira B      | Caracas                 | Cancha Fray Luis I             |
| Deportivo Nueva Esparta    | Pampatar                | Ciudad Deportiva               |
| Dancy Bravo FC             | San Cristóbal           | Complejo Deportivo UCAT        |
| Deportivo Táchira B        | San Cristóbal           | Complejo Deportivo UCAT        |
| EF Profesor Mejía          | Maturín                 | Alexander Bottini              |
| AD El Nula                 | El Nula                 | Pedro Regal Márquez            |
| Hermandad Gallega FC       | Caracas                 | Valle Fresco                   |
| Ilusión Naranja Barinas FC | Barinas                 | Reinaldo Melo                  |
| Independiente La Fría      | La Fría                 | Humberto Laurano               |
| Internacional Turén        | Turén                   | Víctor Julio Ramos             |
| Metropolitanos B           | Caracas                 | Cancha Universidad Santa María |
| Minasoro FC                | El Callao               | Héctor Thomas                  |
| Mineros de Guayana B       | Puerto Ordaz            | CTE Cachamay                   |
| Minervén SC                | El Callao               | Héctor Thomas                  |
| Monagas B                  | Maturín                 | Alexander Bottini              |
| Ortiz FC                   | Ortiz                   | Alfredo Simonpietri            |
| Pellícano FC               | Maiquetía               | Cancha Fray Luis I             |
| Pacairigua SC              | Guatire                 | Guido Blanco                   |
| Petroleros del Zulia       | Maracaibo               | La Rotaria                     |
| Politáchira FC             | Táriba                  | 12 de Febrero                  |
| Próceres FC                | Barinas                 | Los Pozones                    |
| Sucre FC                   | Cumaná                  | Félix Velásquez                |
| Talentos del Sur           | San Francisco           | Villa Bolivariana              |
| UDCA Margarita FC          | Porlamar                | Cancha Alfredo Díaz            |
| UD Lara                    | Barquisimeto            | Farid Richa                    |
| Universitarios de Barinas  | Barinas                 | Reinaldo Melo                  |
| Yaracuy FC B               | San Felipe              | Florentino Oropeza             |
| Zulia FC B                 | Maracaibo               | José Encarnación Romero        |